# Локид U-2
Локид U-2 (енг. Lokheed U-2) је једноседи једномоторни, амерички млазни авион намењен извиђању на великим надморским висинама. Нашао је широку примену како у стратешком извиђању па је због тога сматран као шпијунски авион тако и у оперативном - тактичком извиђању. Авион су користили CIA, NASA i USAF.

## Пројектовање и развој
Почетком 1953. USAF је разматралo могући развој високо специјализованог извиђачког авиона који би био ван домашаја противничке противваздушне одбране. Такав авион би имао следеће тактичко техничке захтеве: био је потребан подзвучни авион радијуса деловања од 2.778 км и плафон лета 21.336 м. Посаду је требало да чини само један пилот, а носивост је требала бити између 45 и 318 kg. Авион је требало да покреће неки од расположивих мотора и требало би да има најмању могућу тежину.
Ваздухопловство је одлучило да се заобиђу велики произвођачи авиона и да се пројект понуди „Bell Aircraft“ и „Fairchild Engine and Airplane“. Претпостављало се да ће због релативно кратког периода производње мања предузећа дати овом пројекту већи приоритет. Поред тога, обратили су се представницима компаније "Martin Aircraft", да би испитали могућност модификације лаког млазног бомбардера Б-57 за ову сврху.
Све три компаније су предале студије до краја године. Модификовани Б-57 компаније Мартин, назван је РБ-57Д био је опремљен продуженим крилима, прилагођеним за ношење камера и сензора, а покретао га је пар снажнијих мотора. М-195. Fairchild је понудио једномоторни авион са мотором изнад трупа авиона. Bell је изнео понуду лаког двомоторног авиона названог Кс-16.
Компанија Мартин произвела је укупно 20 авиона РБ-57Д у три верзије. Међутим, решење компаније Мартин сматрало се само привременим и било је само да попуни празнину док се не створи нови дизајн са бољим својствима. Понуда из Fairchild-а је испунила захтеве ваздухопловства, али је био слабије рангиран у односу на Bell-ов Кс-16.
У току избора најповољнијег стратешког извиђачког авиона умешала се CIA која је оспорила USAF-у надлежност у шпијунирању непријатељске територије тако да је и избор авиона прешао у њену надлежност. Сазнавши за овај пројект Lokheed је понудио пројект авиона U-2 који је заснован на трупу авиона F-104 Starfighter са знатно већим крилима, заобљеним кљуном и мотором Pratt & Whitney J75-P-13. По својој конструкцији овај авион је у ствари била једрилица на млазни погон. Понуда Lokheed-а је била тако добра да се није могла одбити. За врло кратко време конструкторски тим на челу са Клери Џонсоном "Кели" направили су прототип авиона који је први пут полетео 1. августа 1955. године.
Екслоатациони век овог авиона траје већ 65 година и све време је прилагођаван потребама и новим техничким и технолошким достигнућима али основни концепт и конструкција нису мењани. Мотори Pratt & Whitney J75-P-13B су на свим оперативним авионима U-2, 1998. године замењени лакшим, јефтинијим и ефикаснијим моторима GE F 118-101.

## Технички опис
Труп авиона је металне конструкције монокок, средњекрилац, округлог попречног пресека. У труп је на предњој страни смештена пилотска кабина а иза крила је у трупу смештен млазни мотор. Уводници за ваздух потребан за рад мотора се налазе са обе бочне стране трупа. Између пилотске кабине и мотора, налази се простор намењен за смештај камере и или разних електронских уређаја конфигурирани према намени авиона.
Погонска група
У току развоја и експлоатације авиона U-2 коришћени су следећи мотори: Pratt & Whitney Ј57-П-37А, Pratt & Whitney J75-P-13, Pratt & Whitney Ј75-P-13B и на крају GE F118-101.
Крила су металне конструкције средње танког профила а облика једнакокраког трапеза. Оса крила је управна на осу трупа авиона. У шупљинама крила се налазе резервоари за гориво. Касније варијанте ових авиона су на крилима имале цилиндричне коморе у које су се могле сместити или допунски резервоари или електронски уређаји. Крајеви крила су били додатно ојачани да би се спречило оштећење крила при слетању авиона с обзиром на велики размах крила који је имао овај авион. Пилотирање овим авионом у фази слетања, (због великог размаха крила) је било веома тешко па је то био предмет посебне обуке пилота.
Стајни трап
Овај авион је имао увлачећи стајни трап испод трупа авиона. Трап је имао по једну предњу и задњу ногу са удвојеним точковима са балон гумама. Овакав стајни трап се обично користи код ваздухопловних једрилица. При крајевима крила су биле помоћне ноге са точковима које су се користиле при полетању авиона а кад се авион одлепи од земље ове помоћне ноге се са точковима одбацују.
Наоружање и опрема
Авион U-2 није био наоружан али је зато био добро опремљен разним електронским и оптоелектронским уређајима и инструментима. Модуларни дизајн корисног терета омогућава авиону U-2 реконфигурацију летелице за извршавање различитих мисија које укључују; студије мапирања, узорковање атмосфере и прикупљање фотографских података о усевима и управљању земљиштем. U-2 је способан да прикупља фотографије са више сензора, електро-оптичке, инфрацрвене и радарске слике, као и да обавља друге врсте извиђачких функција.

## Варијанте
U-2A - прва серијска верзија, покретана мотором Ј57-П-37А. Летелица је била дугачка 15,23 m, имала је распон крила 24,38 m и носиву површину 55,7 m².
U-2B - верзија која је требало да буде у стању да открије совјетске ракете и требало је да постане део америчког система упозорења. Развој је на крају отказан тако да се није догодила серијска производња ових летелица.
U-2C - верзија са већим усисницима за ваздух и снажнијим мотором Ј75-P-13. Била је то иницијатива ЦИА-е, која је 1958. године започела опремање своје флоте U-2 овим модернијим мотором. Америчко ратно ваздухопловство то никада није учинило. Седам година касније, флота U-2C била је опремљена још снажнијом верзијом Ј75-P-13B. Већи потисак омогућио је летелици да брже достигне радну висину. Ово је смањило време проведено у тропопаузи, где се обично формирају трагови кондензације. Као резултат, смањен је ризик од визуелне детекције. Употреба снажнијег мотора такође је омогућила да авион носи више извиђачке опреме и достигне висину до 22.860 m (са Ј75-P-13B).
Измене на летелици проузроковале су повећање масе од 658 kg, због чега је  U-2C морао бити опремљен ојачаним стајним трапом. Максимална полетна тежина повећана је на 7.833 kg. Као резултат промене тежине, променило се и тежиште летелице. Овај проблем је елиминисан подешавањем хоризонталних стабилизатора. Још један негативни нежељени ефекат повезан са летењем на већим надморским висинама било је смањење домета са 7.408 km на 6.111 km.
U-2CT - двоседа верзија за обуку. Настао је обновом срушених летелица. 1973. и 1976. ваздухопловству су испоручена два таква модификована авиона, која су уведена до 1987. године.
U-2D - двоцифрена експериментална верзија на којој су тестирани различити сензори.
U-2E - три авиона USAF-а, који су 1962. године добили могућност пуњења горива у ваздуху помоћу цистерне KC-135 Стратотанкер .
U-2F - шест авиона ЦИА-е, који су 1961. године стекли способност за допуну горива у ваздуху помоћу цистерне KC-135 Стратотанкер.
U-2G - верзија модификована за рад са палубе носача авиона. Ове машине су добиле куку за хватање и имале су ојачану подупирач шасије. Три U-2 су модификована у ову верзију почетком 1960-их.
U-2H - верзија која је могла да делује са палубе носача авиона, а такође је имала могућност точења горива током лета. Само је један авион преиначен у ову верзију.
U-2R - верзија са увећаним трупом, која је омогућавала ношење неколико различитих камера и сензора у зависности од захтева мисије. Труп је продужен на 19,2 m, размах крила повећан је на 31,39 m, а носива површина повећана на 92,9 m². Летелица је могла да носи извиђачку опрему тешку 476 kg. Простор у пилотској кабини повећан је за 45%, што је омогућило пилотску опрему гломазнијим и удобнијим оделима за надпритисак. U-2R је такође добио ново катапулт седиште, које се могло безбедно користити чак и на изузетно малим висинама. Максимална полетна тежина повећана је на 15.762 kg.
У овој верзији произведено је и пуштено у употребу 12 летелица од јануара 1969. У носач летелице уграђен је 1971. године радар са синтетичком капом, што је омогућило идентификовање копнених циљева на удаљености од 161 км при било којим временским условима. Летови изнад океана су потврдили да је радар био у стању да открије бродове на још већим удаљеностима. У марту 1972. летелица је била опремљена везом за пренос података, што је омогућило слање података са радара на земаљску станицу ради непосредне обраде и накнадног слања у команду. У оквиру пројекта Highboy испод крила су постављени контејнери који су садржавали додатне сензоре.

## Оперативно коришћење
Летелицe U-2 су се углавном користиле током хладног рата. Посебно су били познати летови авиона U-2 изнад Совјетског Савеза, Кине, Вијетнама, Северне Кореје и Кубе. Најпознатији лет овог авиона обављен је 1. маја 1960. године, тада је један U-2 оборен над територијом Совјетског Савеза у близини Свердловска противавионском ракетом С-75 Двина. Авион је имао задатак да из Пешевара (Пакистан) прелети преко Совјетског Савеза маршутом: Тиуратам, Свердловск, Киров, Котлас, Северодвинск и Мурманск до норвешког града Бодо. Пилот авиона Френсис Гари Пауерс је преживео обарање и пао је у совјетско заробљеништво. Због овог инцидента пропао је самит Ајзенхауер - Хрушчов договорен у Паризу. Након овога је уследила криза у совјетско-америчким односима (тзв. Афера U-2) и обустава свих шпијунских летова изнад совјетске територије. Фотографије снимљене уз помоћ авиона U-2 (15.10.1962) такође су откриле совјетску ракетну базу на Куби, која је започела кубанску кризу. Касније је изнад Кубе оборен један авион U-2 а његов пилот погинуо 27. октобра 1962). Значајну улогу у прикупљању обавештајних података, овај авион је одиграо и за време рата у Вијетнаму
Амерички авиони U-2 стационирани у Турској су поред надлетања територије Совјетског Савеза коришћени и за шпијунске летове изнад Средоземља: Малта, Кипар, Либан, Сирија, Грчка, Албанија, Израел и Египат као и Јемен, Ирак и Саудијска Арабија без икаквог ометања.
Авиони U-2 из састава RAF-a (Британско ратно ваздухопловство) су се успешно користили за шпијунске летова изнад Совјетског Савеза све до 1. маја 1960. године када су обустављени.
U-2 авиони из састава Тајванског ратног ваздухопловства су се користили за шпијунирање Народне Републике Кине док их побољшана противваздушна одбрана Кинеске Народне Армије није успешно обарала.
У "Пустињској олуји" U-2 је веома корисно послужио за избор и локацију циљева и њихово прецизно погађање.
Авиони U-2 и даље се користе за ваздушно извиђање и цивилне истраживачке задатке, делом у верзији TR-1, која је друга генерација U-2. Током 2009. године неколико авиона америчког ваздухопловства U-2 премашило је 25.000 летачких сати што говори о високом квалитету ових авиона. Развијајући пројект авиона U-2, у Локиду је зачет пројекат стелт технологије.

## Земље које су користиле овај авион
- Сједињене Државе
- Тајланд
- Велика Британија

## Сачувани примерци у музејима
Овај авион се налази сачуван у ваздухопловним музејима у следећим земљама:
- Сједињене Државе 10 примерака
- Уједињено Краљевство 1 примерака
- Норвешка 1 примерака а у деловима оборених авиона U-2
- Кина
- Куба
- Русија

## Занимљивости
- Америче ваздухопловне снаге су на почетку или у првој фази Хладног рата за извиђање територије Совјетског Савеза и њених сателита користило пре развоја али и упоредо са авионом Локида U-2 и високолетеће извиђачке варијанте авионе Боинг B-29, Конвер B-36 Миротворац, Локид C-130 Херкул и Боинг B-47 Стратоџет, као и висинске извиђачке балоне.
- Први шпијунски сателити су били амерички Корона и Совјетски Зенит који су развијени током У-2 кризе 1960. као Кубанске ракетне кризе. Ови вештачки сателити данас представљају окосницу надзора противничке територије.
- Током Хладног рата територија Југославије је била мета шпијунских, односно високо летећих извиђачких авиона, балона и сателита.